# Натан Алтман
Натан Исаевич Алтман (рус. Натан Исаевич Альтман; укр. Натан Ісайович Альтман; 22. децембар 1899 – Лењинград, 12. децембар 1970) био је руски авангардни уметник, кубистички сликар, сценограф и илустратор књига.
Рођен је у трговачкој јеврејској породици у данашањој Украјини у Руској империји. Радио је у Француској и Совјетском Савезу.
Алтман се преселио у Париз 1928. Године 1936. вратио се у Лењинград. Радио је углавном за позориште, као илустратор књига и аутор есеја о уметности.
Он је умро у Лењинграду у 81. години. У стамбеној згради на адреси Лесној проспект 61-1 налази се спомен плоча постављена у част уметника.